# Willi Schrade

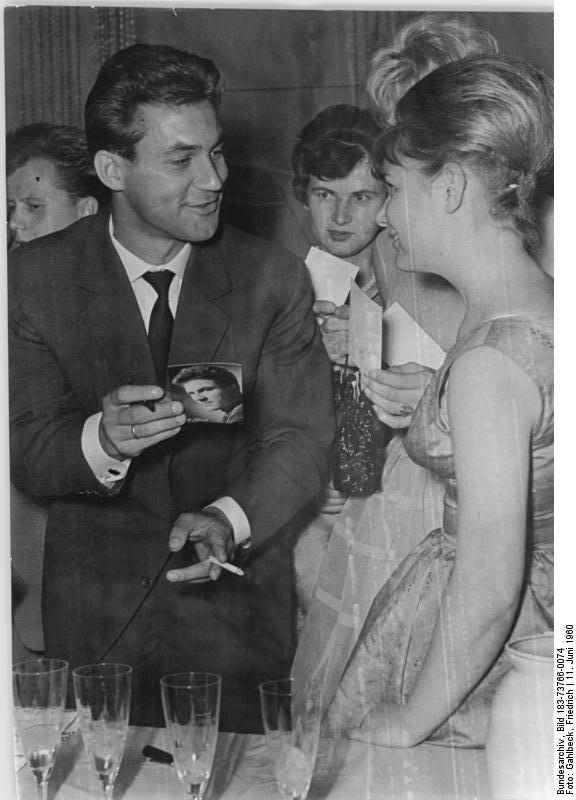
Willi Schrade (1960)

Willi Schrade (* 31. Januar 1935 in Königsberg, Deutsches Reich) ist ein deutscher Schauspieler.

## Leben
Willi Schrade verbrachte seine Kindheit in Königsberg. Nachdem er mit seiner Familie aus Ostpreußen geflüchtet war, setzte er seine Schulzeit an einer Internatsschule in Wiesenburg/Mark fort, die er mit dem Abitur verließ. Anschließend absolvierte er von 1955 bis 1958 sein Schauspielstudium an der Hochschule für Film und Fernsehen Babelsberg. Erste Theaterengagements als Bühnendarsteller hatte er am Volkstheater Rostock, dann am Maxim Gorki Theater und am Bergtheater Thale.
Schrade nahm ab 1957 zahlreiche Rollen im Fernsehen der DDR und für die DEFA an. Er war dabei oftmals in Nebenrollen besetzt. Einem breiten Publikum bekannt wurde Schrade vor allem Mitte der 1970er-Jahre durch seine Mitwirkung in dem DDR-Straßenfeger Zur See, in dem er als Matrose Willi Schmidt eine der Hauptrollen spielte. Insgesamt wirkte Schrade in seiner rund fünf Jahrzehnte lang andauernden Karriere in mehr als 190 Film- und Fernsehproduktionen mit. Gelegentlich war Schrade als Synchronsprecher tätig.
Willi Schrade lebt in Potsdam.

## Filmografie (Auswahl)
- 1957: Vergeßt mir meine Traudel nicht
- 1958: Sonnensucher
- 1959: Verwirrung der Liebe
- 1959: Reportage 57
- 1960: Fernsehpitaval: Der Fall Dibelius – Schnoor (Fernsehreihe)
- 1961: Mord an Rathenau
- 1961: Ein Sommertag macht keine Liebe
- 1962: Josef und alle seine Brüder
- 1962: Fernsehpitaval: Auf der Flucht erschossen
- 1963: Der Staatsanwalt hat das Wort: Kümmelblättchen
- 1963: Nackt unter Wölfen
- 1964: Die Suche nach dem wunderbunten Vögelchen
- 1965: Das Kaninchen bin ich
- 1965: Lots Weib
- 1965: Die antike Münze
- 1966: Irrlicht und Feuer (TV-Zweiteiler)
- 1966: Schwarze Panther
- 1966: Flucht ins Schweigen
- 1966: Die Söhne der großen Bärin
- 1967: Blaulicht – Nachtstreife (Fernsehreihe)
- 1967: Die gefrorenen Blitze
- 1967: Geschichten jener Nacht (Episode 4)
- 1967: Hochzeitsnacht im Regen
- 1968: 12 Uhr mittags kommt der Boß
- 1968: Der Staatsanwalt hat das Wort: Strafsache Anker (Fernsehreihe)
- 1968: Heroin
- 1968: Stunde des Skorpions (TV-Dreiteiler)
- 1968: Rote Bergsteiger (TV-Miniserie)
- 1968: Wege übers Land (TV-Mehrteiler)
- 1969: Seine Hoheit – Genosse Prinz
- 1969: Zeit zu leben
- 1969: Rendezvous mit unbekannt (TV-Miniserie)
- 1969: Krupp und Krause (TV-Mehrteiler)
- 1969: Der Staatsanwalt hat das Wort: Die Geschichte der Rosemarie E. (Fernsehreihe)
- 1970: Meine Stunde Null
- 1970: Rottenknechte
- 1970: Aus unserer Zeit (Episode 4)
- 1971: Befreiung – Die Hauptstoßrichtung
- 1971: Anflug Alpha 1
- 1971: KLK an PTX – Die Rote Kapelle
- 1971: Der Staatsanwalt hat das Wort: Handelsrisiko (Fernsehreihe)
- 1972: Die Bilder des Zeugen Schattmann
- 1972: Der Dritte
- 1972: Reife Kirschen
- 1972: Das Geheimnis der Anden
- 1973: Die Legende von Paul und Paula
- 1973: Das Licht der Schwarzen Kerze
- 1973: Apachen
- 1973: Polizeiruf 110: Siegquote 180 (Fernsehreihe)
- 1973: Die sieben Affären der Doña Juanita (TV-Vierteiler)
- 1973: Das zweite Leben des Friedrich Wilhelm Georg Platow
- 1973–1975: Das unsichtbare Visier (Fernsehserie, 3 Folgen)
- 1974: Hallo Taxi
- 1974: Visa für Ocantros
- 1974: Kit & Co
- 1974: Der Leutnant vom Schwanenkietz (TV-Dreiteiler)
- 1974: Liebe mit 16
- 1974: Die Frauen der Wardins (TV-Dreiteiler)
- 1975: Aus meiner Kindheit
- 1975: Schwester Agnes
- 1975: Kriminalfälle ohne Beispiel: Mord im Märkischen Viertel (Fernsehreihe)
- 1975: Ikarus
- 1976: Nelken in Aspik
- 1976: Polizeiruf 110: Schwarze Ladung (Fernsehreihe)
- 1976: Beethoven – Tage aus einem Leben
- 1976: Polizeiruf 110: Eine fast perfekte Sache (Fernsehreihe)
- 1977: Die Kriminalfälle des Majors Zeman (Fernsehserie, 1 Folge)
- 1977: DEFA Disko 77
- 1977: Die arge Legende vom gerissenen Galgenstrick
- 1977: Ein Katzensprung
- 1977: El Cantor
- 1977: Zur See (TV-Miniserie, 8/9 Folgen)
- 1977: Ernst Schneller
- 1978: Das Versteck
- 1978: Rentner haben niemals Zeit (Fernsehserie, 1 Folge)
- 1978: Sabine Wulff
- 1979: Spuk unterm Riesenrad (Fernsehserie)
- 1979: Verlobung in Hullerbusch
- 1979: Die Gänsehirtin am Brunnen
- 1979: Einfach Blumen aufs Dach
- 1979: Der blaue Helm
- 1980: Der Baulöwe
- 1980: Die Schmuggler von Rajgrod
- 1980: Archiv des Todes (TV-Miniserie)
- 1980: Radiokiller
- 1980: Die Heimkehr des Joachim Ott
- 1980: Oben geblieben ist noch keiner
- 1980: Alma schafft alle
- 1980: Polizeiruf 110: Der Einzelgänger (Fernsehreihe)
- 1980: Der Direktor
- 1980: Levins Mühle
- 1980: Komödianten-Emil
- 1981: Polizeiruf 110: Der Teufel hat den Schnaps gemacht (Fernsehreihe)
- 1981: Die Stunde der Töchter
- 1981: Asta, mein Engelchen
- 1982: Bahnwärter Thiel
- 1982: Rächer, Retter und Rapiere (siebenteilige Fernsehserie)
- 1982–1985: Geschichten übern Gartenzaun (Fernsehserie, 4 Folgen)
- 1983: Automärchen
- 1983: Spuk im Hochhaus (Fernsehserie, 2 Folgen)
- 1983: Die Schüsse der Arche Noah
- 1983: Martin Luther (TV-Mehrteiler)
- 1983: Unser bester Mann
- 1984: Front ohne Gnade (Fernsehserie)
- 1984: Sachsens Glanz und Preußens Gloria (TV-Mehrteiler)
- 1984: Die Grünstein-Variante
- 1984: Hälfte des Lebens
- 1984: Polizeiruf 110: Inklusive Risiko (Fernsehreihe)
- 1984: Kaskade rückwärts
- 1985: Die Gänse von Bützow
- 1985: Polizeiruf 110: Laß mich nicht im Stich (Fernsehreihe)
- 1985: Polizeiruf 110: Verführung (Fernsehreihe)
- 1985: Meine Frau Inge und meine Frau Schmidt
- 1986: Treffpunkt Flughafen (Fernsehserie, 1 Folge)
- 1986: Polizeiruf 110: Ein großes Talent (Fernsehreihe)
- 1986: Familie Neumann (Fernsehserie, 3 Folgen)
- 1986: Polizeiruf 110: Parkplatz der Liebe (Fernsehreihe)
- 1986: Weihnachtsgeschichten
- 1986: Polizeiruf 110: Kein Tag ist wie der andere (Fernsehreihe)
- 1986: Ernst Thälmann
- 1986: Offiziere
- 1986: Der Bärenhäuter
- 1986: Rund um die Uhr (TV-Miniserie)
- 1987: Die Alleinseglerin
- 1987: Polizeiruf 110: Die alte Frau im Lehnstuhl (Fernsehreihe)
- 1987: Spuk von draußen (TV-Miniserie)
- 1987: Bebel und Bismarck (TV-Dreiteiler)
- 1987: Kiezgeschichten (TV-Miniserie)
- 1987: Polizeiruf 110: Explosion (Fernsehreihe)
- 1988: Polizeiruf 110: Der Mann im Baum (Fernsehreihe)
- 1988: Barfuß ins Bett (TV-Miniserie)
- 1988: Kai aus der Kiste
- 1988: Polizeiruf 110: Der Kreuzworträtselfall (Fernsehreihe)
- 1989: Zwei schräge Vögel
- 1989: Coming Out
- 1989: Polizeiruf 110: Unsichtbare Fährten (Fernsehreihe)
- 1989: Polizeiruf 110: Katharina (Fernsehreihe)
- 1990: Lasst mich doch eine Taube sein
- 1990: Erster Verlust
- 1990: Der Staatsanwalt hat das Wort: Küsse und Schläge (Fernsehreihe)
- 1990: Bettkantengeschichten
- 1990: Der Streit um des Esels Schatten
- 1990: Der Staatsanwalt hat das Wort: Blonder Tiger, schwarzer Tango (Fernsehreihe)
- 1990: Alter schützt vor Liebe nicht
- 1990: Albert Einstein (TV-Zweiteiler)
- 1991: Feuerwache 09 (Fernsehserie)
- 1991: Aerolina (Miniserie)
- 1991: Tatort: Blutwurstwalzer (Fernsehreihe)
- 1991: Die Wicherts von nebenan (Fernsehserie, 1 Folge)
- 1991: Polizeiruf 110: Thanners neuer Job (Fernsehreihe)
- 1992: Karl May (Miniserie)
- 1993: Krücke
- 1994: Liebling Kreuzberg (Fernsehserie, 2 Folgen)
- 1995: Für alle Fälle Stefanie (Fernsehserie, 1 Folge)
- 1995: Wir sind auch nur ein Volk: Stasi für Anfänger
- 1996: Die Stadtindianer (Fernsehserie, 1 Folge)
- 1996: Friedrich und der verzauberte Einbrecher
- 2006: Letzte Ausfahrt Westberlin
- 2007: Polizeiruf 110: Gefährliches Vertrauen